# Ambrisentan
Ambrisentan (USAN Letairis; E.U. trgovačko ime Volibris) je lek koji se koristi za lečenje pulmonarne hipertenzije.
On funkcioniše kao antagonist endotelinkog receptora, i selektivan je za tip A endotelinskog receptora (ETA).
Ambrisentan je odobren za prodaju u SAD-u od strane FDA 15 juna 2007 kao jednodnevni tretman plućne hipertenzije. Naknadno ga je odobrila Evropska Medicinska Agencija za upotrebu u EU aprila 2008. Ambrisentan je označen kao orfanski lek od strane FDA i Evropske Komisije.

## Literatura
1. ↑  Vatter H, Seifert V (2006). „Ambrisentan, a non-peptide endothelin receptor antagonist”. Cardiovasc Drug Rev. 24 (1): 63—76. PMID 16939634. doi:10.1111/j.1527-3466.2006.00063.x.
2. ↑  Pollack Andrew (16. 06. 2007). „Gilead’s Drug Is Approved to Treat a Rare Disease”. New York Times. Приступљено 25. 05. 2007.
3. ↑  „U.S. Food and Drug Administration Approves Gilead's Letairis Treatment of Pulmonary Arterial Hypertension” (Саопштење). Gilead Sciences. 15. 06. 2007. Архивирано из оригинала 27. 09. 2007. г. Приступљено 16. 06. 2007.
4. ↑  „FDA Approves New Orphan Drug for Treatment of Pulmonary Arterial Hypertension” (Саопштење). Food and Drug Administration. 15. 06. 2007. Приступљено 22. 06. 2007.
5. ↑  „GlaxoSmithKline's Volibris (ambrisentan) receives authorisation from the European Commission for the treatment of Functional Class II and III Pulmonary Arterial Hypertension” (Саопштење). GlaxoSmithKline. 25. 04. 2008. Архивирано из оригинала 30. 04. 2008. г. Приступљено 29. 04. 2008.
6. ↑  Waknine Yael (09. 05. 2005). „International Approvals: Ambrisentan, Oral-lyn, Risperdal”. Medscape. Приступљено 16. 06. 2007.

## Spoljašnje veze
- Letairis vebsajt
- Informacija o propisivanju
- Informacije o letairisu

|  | Molimo Vas, obratite pažnju na važno upozorenje u vezi sa temama iz oblasti medicine (zdravlja). |